# UCI ProSeries
La UCI ProSeries es una competición ciclista que agrupa las carreras que han obtenido la licencia ProSeries, es el segundo nivel de competición en el orden de importancia del ciclismo de carretera masculino después del UCI WorldTour. Fue creado en el año 2020 por la Unión Ciclista Internacional.

## Historia
La UCI ProSeries se crea tras una reforma al calendario internacional del ciclismo de carretera integrándose en las siguientes tres divisiones: UCI WorldTour (máxima categoría a nivel mundial), UCI ProSeries (segunda categoría) y Circuitos Continentales UCI (última categoría).
Esta nueva división UCI ProSeries sustituye las clases 1.HC (carrera de un día), las 2.HC (carrera de varios días), y las clases *.1 (carrera de uno o varios días). Ahora se componen de 1.Pro (carrera de un día) y 2.Pro (carrera por etapas).

## Normativa
La UCI ProSeries es una división de ciclismo de carretera en la que pueden participar los equipos registrados ante la UCI con licencia UCI WorldTeam, UCI ProTeam, Continentales y equipos nacionales. Asimismo, los eventos UCI ProSeries deben estar registrados en el calendario UCI ProSeries - una parte integral del calendario internacional de la UCI - con el procedimiento establecido por la UCI. Las normas y condiciones que rigen las carreras de la división UCI ProSeries están dadas por la normativa de la UCI en general de las cuales el calendario no puede exceder un máximo de 190 días, por otro lado, el número de días de carreras por continente no debe exceder el 15% del número total de días de carreras en el continente en el calendario internacional. Un continente en el que el número total de días de competición en la UCI ProSeries exceda dicho límite no se permitirá registrar eventos adicionales en el calendario. Las pruebas UCI ProSeries no pueden ser incluidas en el calendario entre el final de la temporada, ni tampoco deben ser simultánea con más de tres eventos UCI WorldTour u otro evento UCI ProSeries realizados en otro continente.

## Equipos
Los equipos que pueden participar en las diferentes carreras depende de la categoría de las mismas. Los equipos UCI WorldTeam y UCI ProTeam, tienen cupo limitado para competir de acuerdo al año correspondiente establecido por la UCI, los equipos UCI Continentales y selecciones nacionales no tienen restricciones de participación:
| Eventos en Europa | Eventos en Europa               | Eventos fuera de Europa         |
| ----------------- | ------------------------------- | ------------------------------- |
| 2019              | UCI WorldTeam: sin límite       | UCI WorldTeam: sin límite       |
| 2019              | UCI WorldTeam y UCI ProTeam: 10 | UCI WorldTeam y UCI ProTeam: 6  |
| 2020              | UCI WorldTeam: 3                | UCI WorldTeam: sin límite       |
| 2020              | UCI WorldTeam y UCI ProTeam: 11 | UCI WorldTeam y UCI ProTeam: 8  |
| 2021              | UCI WorldTeam: 4                | UCI WorldTeam: 1                |
| 2021              | UCI WorldTeam y UCI ProTeam: 12 | UCI WorldTeam y UCI ProTeam: 10 |
| 2022-posterior    | UCI WorldTeam: 5                | UCI WorldTeam: 3                |
| 2022-posterior    | UCI WorldTeam y UCI ProTeam: 13 | UCI WorldTeam y UCI ProTeam: 12 |

## Baremo de puntuación
La siguiente tabla resume la clasificación de puntos que se otorga para el UCI World Ranking:
| Posición | Clasificación general | Clasificación de etapas | Portador de la camiseta del líder |
| -------- | --------------------- | ----------------------- | --------------------------------- |
| 1        | 200                   | 20                      | 5                                 |
| 2        | 150                   | 10                      |                                   |
| 3        | 125                   | 5                       |                                   |
| 4        | 100                   |                         |                                   |
| 5        | 85                    |                         |                                   |
| 6        | 70                    |                         |                                   |
| 7        | 60                    |                         |                                   |
| 8        | 50                    |                         |                                   |
| 9        | 40                    |                         |                                   |
| 10       | 35                    |                         |                                   |
| 11       | 30                    |                         |                                   |
| 12       | 25                    |                         |                                   |
| 13       | 20                    |                         |                                   |
| 14       | 15                    |                         |                                   |
| 15       | 10                    |                         |                                   |
| 16-30    | 5                     |                         |                                   |
| 31-40    | 3                     |                         |                                   |

## Palmarés
| Año  | Ganador       | Segundo       | Tercero         |
| ---- | ------------- | ------------- | --------------- |
| 2020 | Primož Roglič | Tadej Pogačar | Wout van Aert   |
| 2021 | Tadej Pogačar | Wout van Aert | Primož Roglič   |
| 2022 | Tadej Pogačar | Wout van Aert | Remco Evenepoel |
| 2023 | Bandera de ?  | Bandera de ?  | Bandera de ?    |
| 2024 | Bandera de ?  | Bandera de ?  | Bandera de ?    |

## Palmarés por países
| País      | Victorias |
| --------- | --------- |
| Eslovenia | 3         |